# Due Sorelle (Rovigno)
Le Due Sorelle (in croato Mala Sestrica e Vela Sestrica) sono una coppia di isolotti disabitati della Croazia, situati lungo la costa occidentale dell'Istria, a sud del canale di Leme e sudest di punta Corrente (rt Kurent).
Amministrativamente appartengono alla città di Rovigno, nella regione istriana.

## Geografia
Le Due Sorelle si trovano di fronte alle insenature di Valle Cisterna (uvala Cisterna) e di Valle delle Fighere (uvala Bačvice), a sudovest di punta del Babo (rt Babo) e poco a nordovest di Valle Gustigna (uvala Gustigna). Nel punto più ravvicinato distano 1,07 km dalla terraferma (pressi di Valle Cisterna), mentre distano poco meno di 200 m tra di loro.
L'isolotto maggiore, chiamato Sorella Grande (Vela Sestrica), ha forma ovale ed è orientato in direzione nordovest-sudest. Misura 330 m di lunghezza e 270 m di larghezza massima. Ha una superficie di 0,066 km² e uno sviluppo costiero di 0,966 km. Nella parte meridionale, raggiunge un'elevazione massima di 9,2 m s.l.m.
L'isolotto minore, Sorella Piccola (Mala Sestrica), ha anch'esso forma ovale ma è orientato in direzione ovest-est. Misura 200 m di lunghezza e 145 m di larghezza massima. Ha una superficie di 0,022 km² e uno sviluppo costiero di 0,567 km.

### Isole adiacenti
- Scoglio Revera (Revera), scoglio situato 1,8 km a nord di Sorella Piccola.
- Vestre (Veštar), isolotto situato a circa 1,35 km a nordest delle Due Sorelle.
- Gustigna (Gustinja), scoglio situato 1,8 km a sud di Sorella Grande.

### Cartografia
- (HR) Mappa topografica della Croazia 1:25000, su preglednik.arkod.hr.